# Credo (Pärt)
Pour les articles homonymes, voir Credo.
Credo est une œuvre pour piano, chœur et orchestre écrite par Arvo Pärt, compositeur estonien associé au mouvement de musique minimaliste.

## Historique
Composée en 1968, la première exécution publique de l'œuvre a lieu la même année à Tallinn par l'Orchestre symphonique national estonien sous la direction de Neeme Järvi.

## Structure
En un seul mouvement, d'une durée d'environ 12 minutes.

## Discographie
Discographie non exhaustive.
- Sur le disque Collage, par Boris Berman et l'Orchestre et chœur Philharmonia dirigé par Neeme Järvi, chez Chandos (1993)
- Sur le disque Credo, par Hélène Grimaud et l'Orchestre symphonique & chœur de la radio suédoise dirigé par Esa-Pekka Salonen, chez Deutsche Grammophon (2003)